# Cyphochilus farinosus
Cyphochilus farinosus är en skalbaggsart som beskrevs av Waterhouse 1867. Cyphochilus farinosus ingår i släktet Cyphochilus och familjen Melolonthidae. Inga underarter finns listade i Catalogue of Life.